# Средногръцки език
Средногръцкият или византийският гръцки език (на гръцки: Μεσαιωνική Ελληνική), по-известен като Ρωμαϊκή γλώσσα (римски език), е средновековният етап в развитието на гръцкия език. Говорим и официален език на Източната Римска империя.
Възникнал в края на III – началото на ІV век въз основа на койне (кини) и въведен като официален език в края на VІ век при управлението на император Маврикий. Изключително популярният в Империята ромейки (т.е. средновековният гръцки език) обхваща широк кръг от диалекти и стилистични разновидности. Разговорните форми на ромейки дори и днес присъстват в много от елементите на новогръцкия език. От тези разговорни форми се обособяват диалекти на ромейки като понтийски гръцки и кападокийски гръцки.
Основен център за развитието на византийския гръцки език е Константинопол.

## Хронология
Хронологически развитието на византийския гръцки език обхваща периода от около 600 г. до 1453 г., и се подразделя етапно на:
- предистория – до VI век;
- от VII-то до X-тото столетие;
- от XI век до падането на Константинопол.